# Pseudohemiodon laticeps
Pseudohemiodon laticeps är en fiskart som först beskrevs av Regan, 1904.  Pseudohemiodon laticeps ingår i släktet Pseudohemiodon och familjen Loricariidae. Inga underarter finns listade i Catalogue of Life.